# Сунджо
Сунджо (кор. 순조, 純祖, Sunjo, Sunjo); ім'я при народженні Лі Кон (кор. 이공, 李玜, I Gong, Ri Kong; 29 липня 1790 — 13 грудня 1834) — корейський правитель, двадцять третій володар держави Чосон.
Посмертні титули — Сонхьо-теван, Сук-хвандже .

## Життєпис
Майбутній король Кореї Сунджо, до сходження на трон відомий як Його Королівська високість принц Кон, був другим сином вана Чонджо від його коханки, панни Субін. 1800 року ван Чонджо раптово помер, і Сунджо успадковував трон (його старший брат, принц Муньо, помер ще до свого батька).
1802 року Сунджо одружився з майбутньою королевою Сунвон, дочкою Кім Джо Суна, який був лідером клану андонських Кімів. Оскільки Сунджо було лише 11 років, коли він зійшов на трон, королева Джонсун, друга дружина покійного вана Йонджо з клану Кімів з Гєнджу, керувала державою як регентка.
Самостійне правління вана Сунджо відзначилось поширенням утисків католиків, що подеколи завершувались стратами. Попри те, що король помер у віці всього 44 років, до того часу він уже мав онуків, один з яких — Хонджон, який рано втратив батька — став наступником свого діда на корейському троні.